# La Valentine (hameau)
Cet article concerne un quartier de Saint-Savournin. Pour le quartier homonyme de Marseille, voir La Valentine (Marseille).

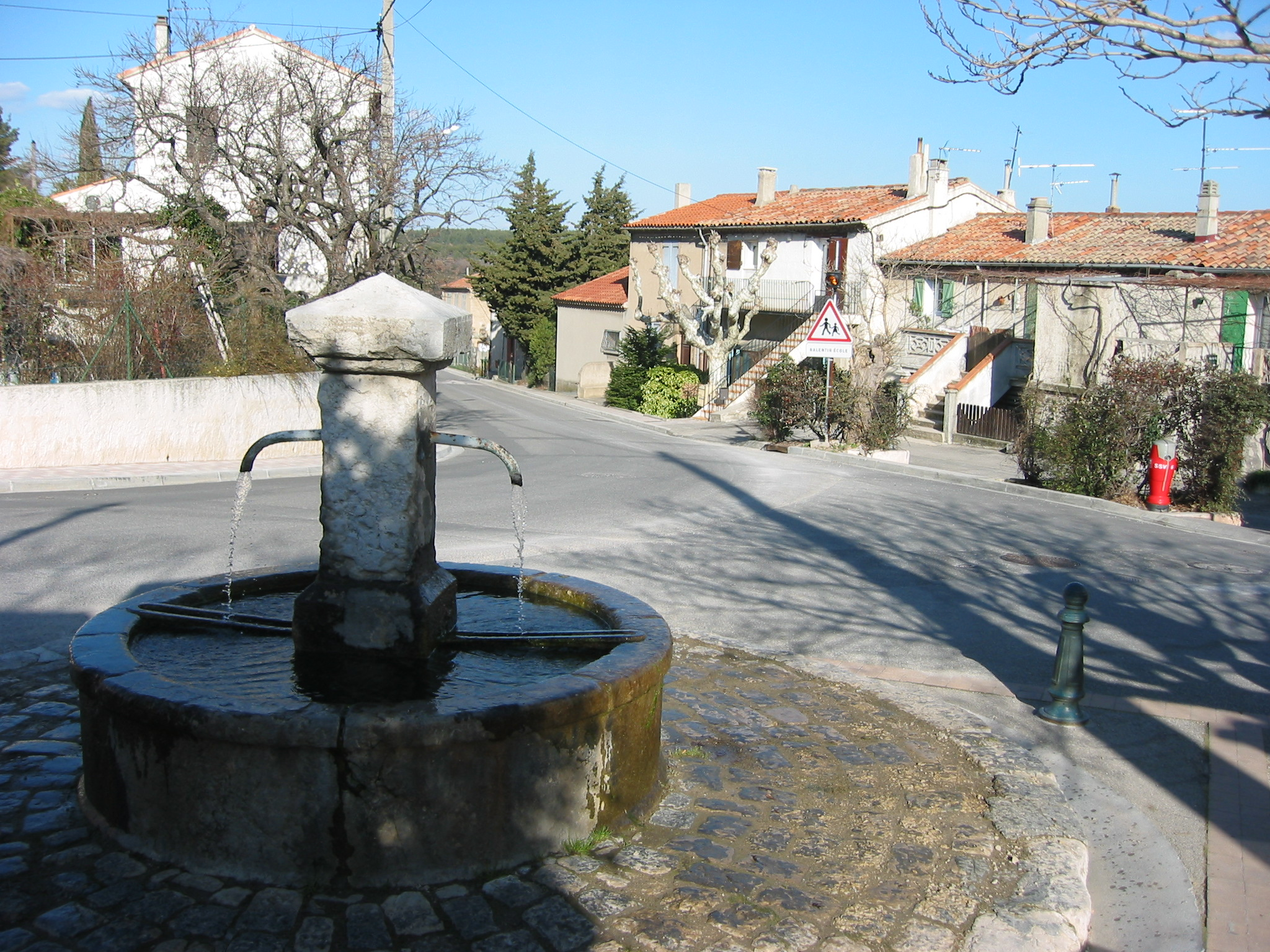
La Fontaine, place de la libération.

La Valentine est un hameau de la commune de Saint-Savournin dans les Bouches-du-Rhône.
Avec sa place, sa fontaine, sa chapelle, sa salle communale et son cercle des Amis réunis, La Valentine ressemble à un petit village à part-entière.
Ses habitants s'appellent les Valentinains.

## La chapelle Saint-Jean-Bosco
Elle fut construite en 1934 avec l'aide de nombreux bénévoles : les briques, les tuiles et la porte furent récupérées. D'autres matériaux provenaient de la chapelle de Tubet, petite agglomération de mineurs, démolie car située sur un plateau manquant d'eau en été. Les ruines apparaissent encore de nos jours, noyées dans les ronces. Le nom de Saint Jean Bosco fut choisi en reconnaissance des Pères Salésiens qui desservaient le Tubet.
La chapelle fut modifiée en 1953 par la construction d'une garderie attenante : Sœur Marthe très appréciée des Valentinains, une religieuse de Saint Vincent de Paul y a passé de nombreuses années à animer la communauté.

## Sources
- Yves Besson, Monographie de Saint-Savournin, (1995), ouvrage disponible à la bibliothèque municipale de Saint-Savournin.

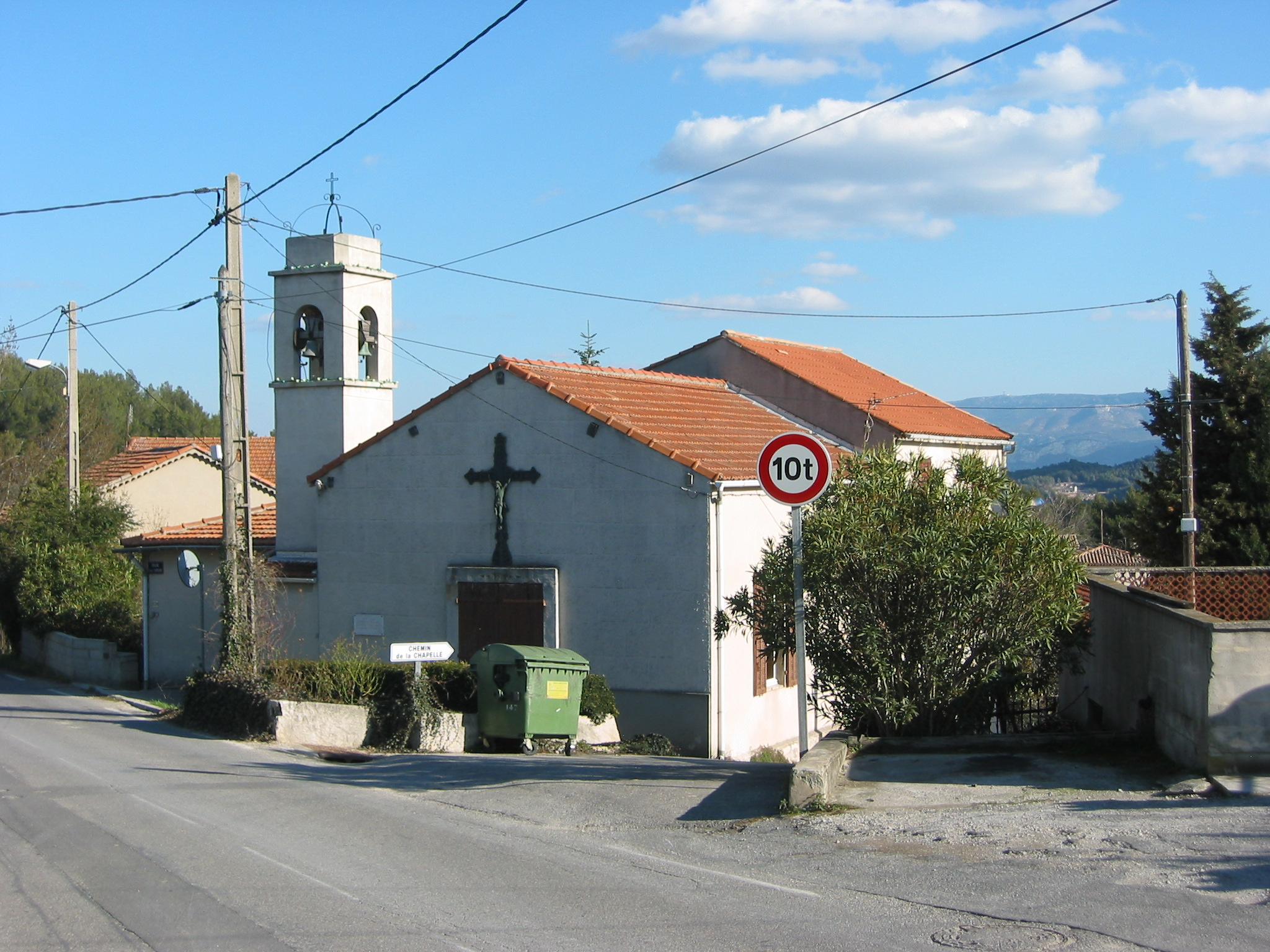
La Chapelle Saint-Jean-Bosco.

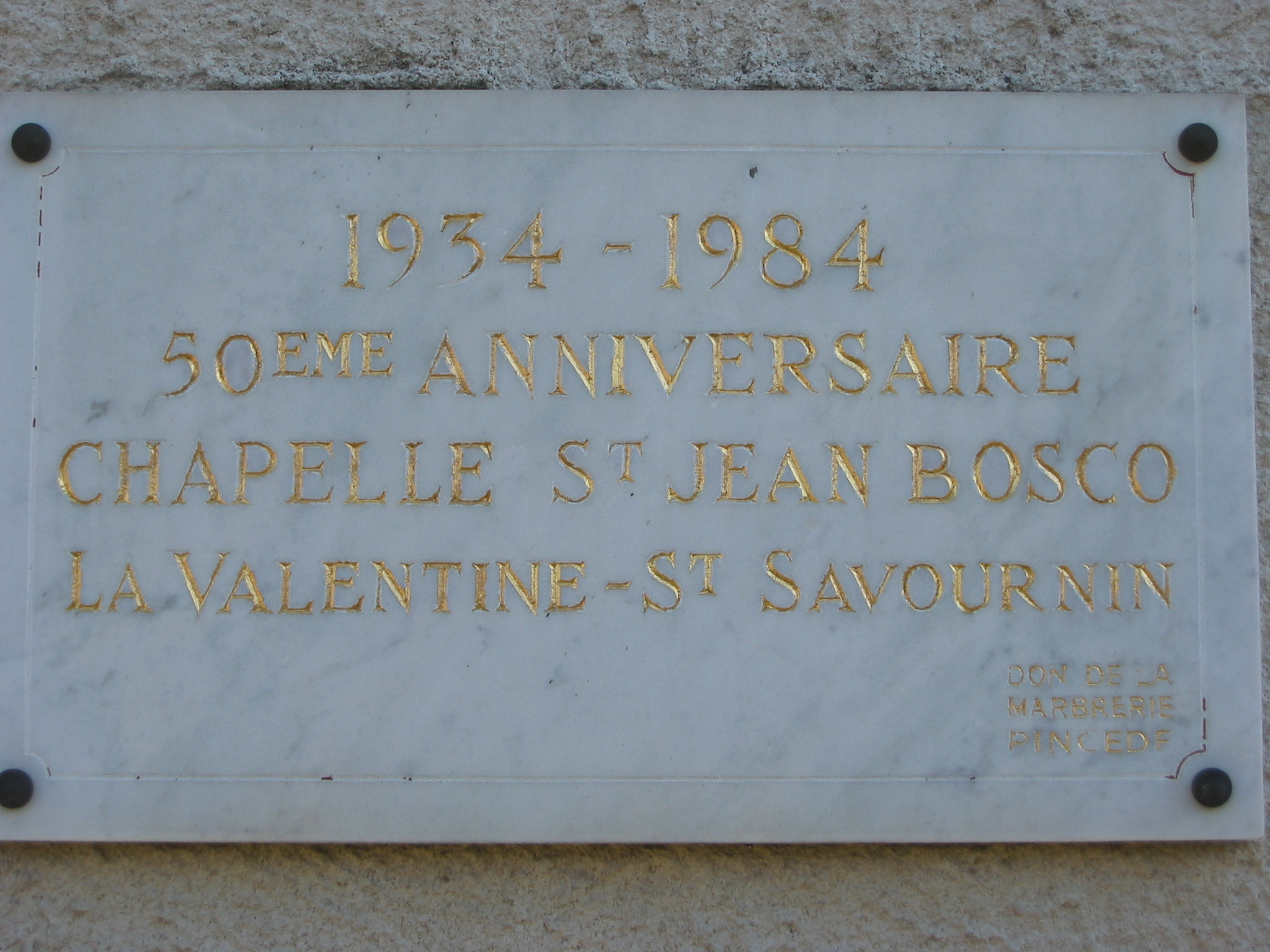
Plaque célébrant les 50 ans de la Chapelle Saint-Jean-Bosco.